# Canton de Guéret-Sud-Est
Le canton de Guéret-Sud-Est est une ancienne division administrative française située dans le département de la Creuse et la région Limousin.

## Géographie
Ce canton est organisé autour de Guéret dans l'arrondissement de Guéret. Son altitude varie de 310 m (Sainte-Feyre) à 685 m (Guéret) pour une altitude moyenne de 416 m.

## Histoire
Le canton a été créé en 1973.
Conseillers généraux de l'ancien canton de Guéret
| Période | Période | Identité         | Étiquette    | Qualité            |
| ------- | ------- | ---------------- | ------------ | ------------------ |
| 1958    | 1970    | Auguste Tourtaud | PCF          | Député (1946-1958) |
| 1970    | 1973    | Guy Beck         | SFIO puis PS | Député (1973-1978) |

## Administration
| Période | Période | Identité         | Étiquette | Qualité                                                                                 |
| ------- | ------- | ---------------- | --------- | --------------------------------------------------------------------------------------- |
| 1973    | 1985    | Bernard Triclot  | PCF       | Professeur Adjoint au maire de Guéret                                                   |
| 1985    | 1998    | Jacques Viennois | RPR       | Chirurgien Conseiller municipal de Guéret Conseiller regional du Limousin               |
| 1998    | 2015    | Guy Avizou       | PS        | Professeur Ancien 1er adjoint au maire de Guéret Elu en 2015 dans le Canton de Guéret-1 |

### Élections cantonales de mars 2004
- résultats du 1er tour (dans l'ordre de présentation officiel):

| Nom                  | Parti politique | score obtenu | résultat |
| -------------------- | --------------- | ------------ | -------- |
| M Charles Krumholtz  | FN              | 6,55 %       | battu    |
| Mme Chantal Lesouple | PT              | 3,62 %       | battue   |
| M Guy Avizou         | PS              | 54,23 %      | réélu    |
| Christian Robert     | PCF             | 3,83 %       | battu    |
| M Serge Phalippou    | UMP             | 21,17 %      | battu    |
| M André Humbert      | Les Verts       | 5,80 %       | battu    |
| M Hervé Cotton       | LCR             | 4,80 %       | battu    |

M Guy Avizou (PS), 1er Adjoint au maire de Guéret, a donc été réélu dès le 1er tour.
Depuis il a été élu par ses pairs 5e Vice-Président du Conseil Général de la Creuse.

## Composition
Le canton de Guéret-Sud-Est groupe 4 communes et compte 7 551 habitants (recensement de 2007 population municipale).
| Communes      | Population (2012) | Code postal | Code Insee |
| ------------- | ----------------- | ----------- | ---------- |
| Guéret        | 14 066 (1)        | 23000       | 23096      |
| La Saunière   | 624               | 23000       | 23169      |
| Sainte-Feyre  | 2 248             | 23000       | 23193      |
| Saint-Laurent | 626               | 23000       | 23206      |

(1) fraction de commune.

## Démographie
| 1975 | 1982 | 1990  | 1999  | 2006  | 2011  | 2012  |
| ---- | ---- | ----- | ----- | ----- | ----- | ----- |
| -    | -    | 6 821 | 7 149 | 7 540 | 7 361 | 7 305 |